# ورنن (ایندیانا)
ورنن، ایندیانا (به انگلیسی: Vernon, Indiana) یک عوارض جغرافیایی در ایالات متحده آمریکا است که در شهرستان جنینگز، ایندیانا واقع شده‌است.

## خصوصیات
ورنن ۰٫۶۲ کیلومترمربع مساحت و ۳۱۸ نفر جمعیت دارد و ۲۰۲ متر بالاتر از سطح دریا واقع شده‌است.